# Petra en Alabanza
Petra en Alabanza é o décimo quarto álbum de estúdio da banda Petra, lançado em 1992.
O álbum é uma versão espanhol do disco Petra Praise: The Rock Cries Out, sendo o primeiro disco da banda a ser gravado em outra língua.

## Faixas
1. "Amo Al Señor" – 3:35
2. "Rey de Reyes" – 1:47
3. "Cristo Glorioso Rey" – 2:18
4. "La Batalla Es De Nuestro Señor" – 3:04
5. "Señor Llévame A Tus Atrios" – 4:11
6. "La Salvación Es De Nuestro Dios" – 2:56
7. "El Rey De Gloria Entrará" – 3:10
8. "Yo Celebraré/El Espíritu De Dios" – 4:15
9. "Te Alabo" – 2:45
10. "Tu Nombre Santo Es" – 4:12
11. "Amigos" – 4:20
12. "Clamaré a mi Señor" – 3:48
13. "Te Exaltamos" – 3:46

## Créditos
- Bob Hartman - Guitarra
- John Schlitt - Vocal
- John Lawry - Teclados
- Ronny Cates - Baixos
- Louie Weaver - Bateria